# Shauna Coxsey
Shauna Coxsey, née le 27 janvier 1993 à Runcorn au Royaume-Uni, est une grimpeuse professionnelle. Elle est principalement active en compétition et participe à la coupe et aux championnats du monde d'escalade de bloc. Elle a notamment remporté la 9e édition de la compétition Melloblocco en 2012.

## Biographie
Shauna Coxsey commence l'escalade à l'âge de quatre ans, bien qu'aucun membre de sa famille ne pratique ce sport. Elle est alors inspirée par la célèbre grimpeuse française Catherine Destivelle et se prend rapidement de passion pour cette discipline.

## Carrière sportive

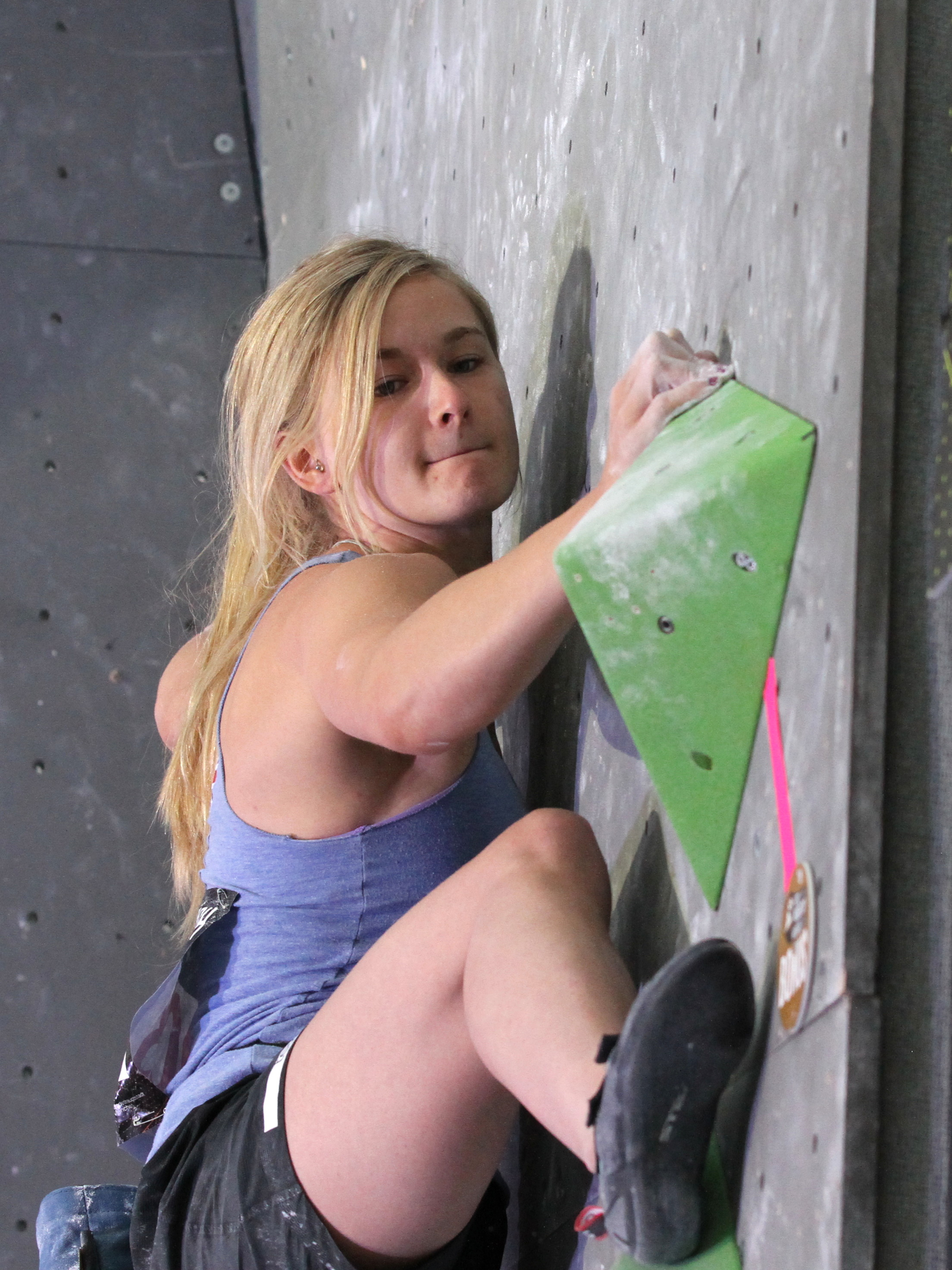
Coxsey Shauna lors de la coupe du monde de bloc 2015, à l'étape de Munich

Elle s'est classée 2e de la coupe du monde d'escalade de 2012, lors des étapes à Log-Dragomer et Innsbruck.
Lors de la coupe du monde d'escalade de bloc de 2016, Shauna Coxsey remporte les trois premiers évènements de la saison, tenus à Meiringen, Kazo et Chongqing. Elle échoue à se qualifier pour la finale de la compétition à Navi Mumbai, où elle termine 9e, mais rebondit à Innsbruck où elle remporte l'épreuve devant la Slovène Janja Garnbret. Le 11 juin, elle termine 2e lors de l'étape de Vail, et s'assure avec ce podium de remporter la Coupe du monde 2016 d'escalade de bloc.
En 2019, elle finit troisième en bloc et en combiné aux championnats du monde à Hachioji, ce qui lui permet de se qualifier pour la première épreuve olympique d’escalade. Aux Jeux olympiques de Tokyo, elle se place 11e et ne participe pas à la finale. Coxsey annonce prendre sa retraite de la compétition juste après les Jeux.

## Ascensions notables
| Nom     | Site                    | Date              | Commentaires |
| ------- | ----------------------- | ----------------- | ------------ |
| Pilgrim | Colwin Bay, Royaume-Uni | 13 septembre 2011 | [ 11 ]       |

## Parraineurs
Shauna Coxsey est parrainée par Five Ten.